# Quercus kinseliae
Quercus kinseliae är en bokväxtart som först beskrevs av Cornelius Herman Müller, och fick sitt nu gällande namn av Kevin Clark Nixon och Cornelius Herman Müller. Quercus kinseliae ingår i släktet ekar, och familjen bokväxter. Inga underarter finns listade.